# Abyss (Marvel Comics)
Abyss — Abismo en España— (Nils Styger) es un personaje ficticio, un mutante en el Universo de Marvel Comics. Una contraparte del personaje de un universo alterno apareció por primera vez en X-Men Alpha, y la versión heroica del personaje de Marvel Comics apareció por primera vez en Cable (vol. 1) #40.

## Biografía ficticia del personaje
Nils Styger apareció por primera vez como un protector del investigador Renee Majcomb, a quien había estado ayudando con la investigación sobre el Virus Legado que Abyss sufría. Sin embargo, él no murió debido a las acciones de Coloso, quien se sacrificó para liberar una cura aérea para el virus que mató a su hermana menor, Illyana, varios años antes.
Abyss fue visto más tarde en Berlín, Alemania, luchando contra el exmiembro de la Nación Genética conocido como Fever Pitch. Ambos mutantes fueron capturados por la milicia mutante de Banshee, conocida como los X-Corps. Durante su detención por parte de los X-Corps, Abyss fue testigo del asesinato de Sunpyre. Cuando la terrorista Mystique reveló sus intenciones de utilizar a los X-Corps, el herido de Banshee liberó a Abyss de su confinamiento. Abyss a continuación succionó a Mystique a través de su vacío interdimensional, e, incapaz de apagar su poder, casi succiona a Banshee. Sin embargo, la oportuna llegada de otros miembros de los X-Corps lo detuvo. Abyss admitió que no tenía idea del lugar al que Mystique había sido transportada o si alguna vez volvería.
Abyss resurgió más tarde cuando su padre Azazel convocó psíquicamente a sus muchos hijos para tratar de liberar a su ejército de la Dimensión Brimstone que había desterrado hace cientos de años atrás. En un intento de liberarse a sí mismo y a sus compañeros, Azazel había atravesado la barrera dimensional muchas veces y engendró hijos con la esperanza de que uno de ellos sería capaz de penetrar la barrera dimensional. Abyss se unió a los X-Men para evitar el intento de Azazel para traer a su ejército a la dimensión de la Tierra y tuvieron éxito frustrando los esfuerzos de su padre. Se reveló posteriormente que Abyss era el medio hermano de Nightcrawler, ya que ambos eran hijos de Azazel.
Abyss es uno de los varios mutantes que perdieron sus poderes después de los acontecimientos de la Casa de M, ya que se mostró en una lista de mutantes que perdieron sus poderes en New Avengers (vol. 1) #18. Abyss es actualmente un miembro de los X-Cell. Él fue re-potenciado por Quicksilver. Cuando los efectos secundarios de la Niebla Terrigen comenzaron a surtir efecto, él echó a Fatale y a Reaper a la Dimensión Brimstone y los siguió. Lo que les pasó es desconocido, pero al parecer él, junto con Fatale y Reaper, está atrapado en la Dimensión Brimstone.

## Poderes y habilidades
Abyss es un mutante que puede relajar su cuerpo en hebras de mucha tensión que pueden estirarse o pueden ser utilizadas para atrapar a una víctima. Mientras las mantiene puede absorber cualquier cosa dentro de los confines oscuros de su forma, similar a lo que hace el superhéroe Cloak. Su cuerpo es en realidad un portal a la misma dimensión a la que temporalmente entra Nightcrawler al teletransportarse, más tarde conocida como "Dimensión Brimstone" por parte de los efectos secundarios de los poderes de Nightcrawler. Él es capaz de drenar la fuerza vital de los cautivos que tiene en su forma y puede depostitarlos en esta dimensión de forma permanente, pero no se sabe si algo puede sobrevivir allí. Él tiene empatía psiónica limitada, capaz de sentir las emociones de las personas contenidas en él.
Los artistas suelen diferir en la forma en que retratan a Abyss (de hecho, su apariencia ha cambiado drásticamente en sus historias, aunque ningún otro personaje parecía pensar que era extraño). A veces, Abyss tendrá una cara verde y un cuerpo negro, mientras que otras veces será azul y tendrá una estructura corporal similar al Hombre Plano. Durante la historia "El Draco", Abyss era muy similar a Nightcrawler, a pesar de fue descrito con la edad de un joven adolescente.

## Otras versiones

### Era de Apocalipsis
Antes de su introducción en el Universo Marvel, una variante de Abyss apareció en la realidad alternativa de la "Era de Apocalipsis". Él era uno de los Jinetes de Apocalipsis, un nihilista con un retorcido sentido del humor. Este Abyss tenía un aspecto ligeramente diferente, pero poseía los mismos poderes.
Se rumoreaba que Abyss había sido un prisionero de los Corrales de Reproducción de Siniestro, el cual destruyó. Pero en lugar de rebelarse contra Apocalipsis, él se unió a sus fuerzas, alcanzando el rango de Jinete después de matar a Bastión. Abyss se apegó a las instituciones religiosas del régimen de Apocalipsis: La Hermandad del Caos y El Madri. Se unió a ellos en su ataque contra los refugiados que escaparon de América del Norte y fue derrotado por Quicksilver y Tormenta. En busca de venganza, Abyss se enfrentó a Quicksilver y a Banshee en el Templo del Madri, aunque Abyss murió cuando Banshee se sacrificó al volar dentro del vacío del jinete y activar sus poderes.

## En otros medios

### Televisión
- Una encarnación no identificada de Abyss aparece en el episodio de Moon Girl and Devil Dinosaur, "Moon Girl's Day Off", con la voz de Maya Hawke.[8] Esta versión posee capacidades de teletransportación y es la última de una larga lista de supervillanas femeninas generacionales. Después de los encuentros con Moon Girl y Devil Dinosaur, Abyss llama a su madre queriendo reconsiderar su ocupación de villana.

### Videojuegos
- El principal antagonista en el videojuego Marvel vs Capcom 2: New Age of Heroes se hace llamar Abyss, aunque los dos no comparten similitudes reales aparte del nombre.
- Abyss aparece como uno de los Jinetes de Apocalipsis en X-Men Legends II: Rise of Apocalypse, con la voz de Quinton Flynn. Nunca se menciona que él es el hermano de Nightcrawler y él succiona a los jugadores en la Dimensión Brimstone al final de la pelea.